# Municipio de Eel River (condado de Allen)
El municipio de Eel River (en inglés: Eel River Township) es un municipio ubicado en el condado de Allen en el estado estadounidense de Indiana. En el año 2010 tenía una población de 3612 habitantes y una densidad poblacional de 38,15 personas por km².

## Geografía
El municipio de Eel River se encuentra ubicado en las coordenadas 41°13′39″N 85°15′23″O / 41.22750, -85.25639. Según la Oficina del Censo de los Estados Unidos, el municipio tiene una superficie total de 94,67 km², de la cual 94,53 km² corresponden a tierra firme y (0,15 %) 0,14 km² es agua.

## Demografía
Según el censo de 2010, había 3612 personas residiendo en el municipio de Eel River. La densidad de población era de 38,15 hab./km². De los 3612 habitantes del municipio de Eel River, el 96,46 % eran blancos, el 0,19 % eran afroamericanos, el 0,3 % eran amerindios, el 1,47 % eran asiáticos, el 0,47 % eran de otras razas y el 1,11 % eran de una mezcla de razas. Del total de la población el 1,77 % eran hispanos o latinos de cualquier raza.